# NGC 1510

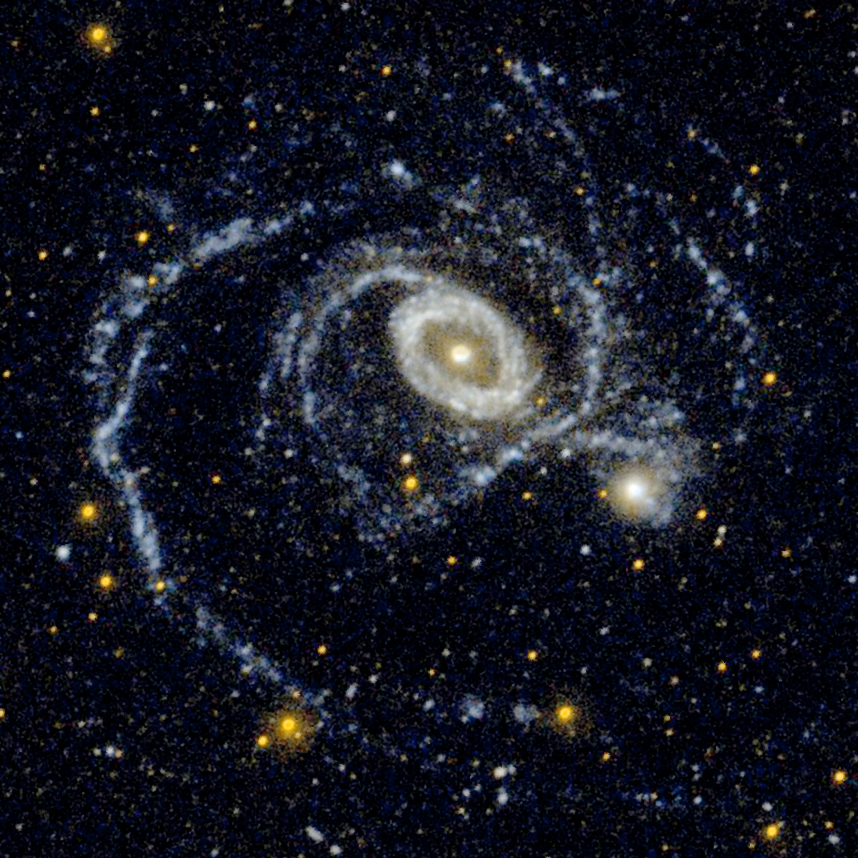
星系演化探測器拍攝的螺旋星系NGC 1512與較小的橢圓星系NGC 1510紫外線影像。

NGC 1510 是时钟座的一個SA0型透鏡狀星系。該星系距離地球約4000萬光年，直徑約15000光年。屬於矮星系的NGC 1510和鄰近更大的NGC 1512互為交互作用星系，兩者之間距離約68000光年。
該星系於1836年12月4日由英國天文學家約翰·赫歇爾發現。